# Pogonatum semipellucidum
Pogonatum semipellucidum là một loài Rêu trong họ Polytrichaceae. Loài này được (Hampe) Mitt. miêu tả khoa học đầu tiên năm 1869.